# Julie Nathanson
Julie Nathanson (Las Vegas, 10 mei 1975) is een Amerikaanse actrice, scenarioschrijfster en stemactrice.

## Biografie
Nathanson volgde een opleiding aan de Tufts-universiteit in de staat Massachusetts, waar ze in 1995 afstudeerde.
Nathanson begon in 1996 met acteren in de film Kiss & Tell. Hierna heeft ze meer dan 100 films en televisieseries gedaan, zoals Beverly Hills, 90210 (1996-1997), Soldier of Fortune, Inc. (1998-1999), The Zeta Project (2001-2003) en Spider-Man: The New Animated Series. Vanaf 2004 was ze ook vaak te horen in videogames als stem van verschillende personages.
Nathanson schreef in 2000 enkele afleveringen van de televisieserie Just Deal en hield daar ook een nominatie aan over voor een Writers Guild of America Award in de categorie Beste Scenario voor een Tiener serie.

## Filmografie

### Films
Uitgezonderd korte films.
- 2022 Marmaduke - als Dottie (stem)
- 2021 Batman: The Long Halloween, Part Two - als Gilda Dent (stem)
- 2021 Marmaduke - als Dottie (stem)
- 2021 Batman: The Long Halloween, Part One - als Gilda Dent (stem)
- 2019 Manou the Swift - als Francoise (stem)
- 2018 Suicide Squad: Hell to Pay - als Silver Banshee / Jewelee (stemmen)
- 2018 Searching - als Natalie Boyd (stem)
- 2016 Throne of Elves - als Queen Mayre (stem)
- 2008 iCarly: iGo to Japan – als Zweedse Standee (stem)
- 2004 A Soft Embrace – als ??
- 2001 The Trumpet of the Swan – als Felicity (stem)
- 1999 Lucid Days in Hell – als Jill
- 1999 Entropy – als blind date
- 1997 Kiss & Tell – als ??

### Televisieseries
Uitgezonderd eenmalige gastrollen.
- 2022 Tiger & Bunny - als diverse stemmen - 21 afl.
- 2022 Ultraman - als Izumi (stem) - 6 afl.
- 2022 The Orbital Children - als Isako Darmstadt Nobeyama (stem) - 4 afl.
- 2022 Dota: Dragon's Blood - als Rylai (stem) - 3 afl.
- 2021 Eden - als Geneva / Ashley Fields (stemmen) - 4 afl.
- 2017 - 2020 Elena of Avalor - als Scarlett Turner (stem) - 5 afl.
- 2020 Great Pretender - als Fara (stem) - 5 afl.
- 2016 - 2019 Avengers Assemble - als Yelena Belova (stem) - 5 afl.
- 2018 - 2019 Disney Comics in Motion - als Belle (stem) - 2 afl.
- 2018 Dallas & Robo - als computerstem - 5 afl.
- 2015 - 2016 Disney Star Darlings - als Clover (stem) - 3 afl.
- 2003 Spider-Man: The New Animated Series – als Sally Johnnson (stem) – 3 afl.
- 2001 – 2002 The Zeta Project – als Rosalie Rowan (stem) – 26 afl.
- 1998 – 1999 Soldier of Fortune, Inc. – als Debbie – 7 afl.
- 1996 – 1997 Beverly Hills, 90210 – als Ellen Fogerty – 5 afl.
- 1996 Another World – als Maggie Cory – ? afl.

### Computerspellen
Selectie:
- 2023 League of Legends - als Briar
- 2022 Bayonetta 3 - als stemmen
- 2022 Saints Row - als stem
- 2021 Deathloop - als Eloise Sullohorn
- 2020 Call of Duty: Black Ops Cold War - als Samantha Maxis
- 2020 Spider-Man: Miles Morales - als stem
- 2020 The Last of Us Part II - als Seraphite
- 2018 Call of Duty: Black Ops 4 - als Samantha Maxis / dr. Hale
- 2018 Spider-Man - als stem
- 2018 World of Warcraft: Battle for Azeroth - als stem
- 2018 Far Cry 5 - als Jess Black
- 2017 Mass Effect: Andromeda - als stemmen
- 2017 Horizon Zero Dawn - als stemmen
- 2017 Final Fantasy XV - als stemmen
- 2016 Skylanders: Imaginators - als Chill
- 2016 Mirror's Edge Catalyst - als stemmen
- 2015 Fallout 4 - als Maria / Penny Fitzgerald
- 2015 Halo 5: Guardians - als stem
- 2015 Skylanders: SuperChargers - als Chill
- 2014 Skylanders: Trap Team - als Chill
- 2014 Infamous: Second Son - als stem
- 2013 Skylanders: SWAP Force - als Chill
- 2012 Skylanders: Giants - als Chill
- 2012 Guild Wars 2 - als stem
- 2012 Kingdoms of Amalur: Reckoning - als Ethene
- 2010 StarCraft II: Wings of Liberty – als stem
- 2010 Metal Gear Solid: Peace Walker – als soldaten (stem)
- 2009 Red Faction: Guerrilla – als stem
- 2008 The Tale of Despereaux – als stem
- 2007 Titan Quest: Immortal Throne – als stem
- 2005 Psychonauts – als Lampita Pasionado (stem)